# Berliner Unwille

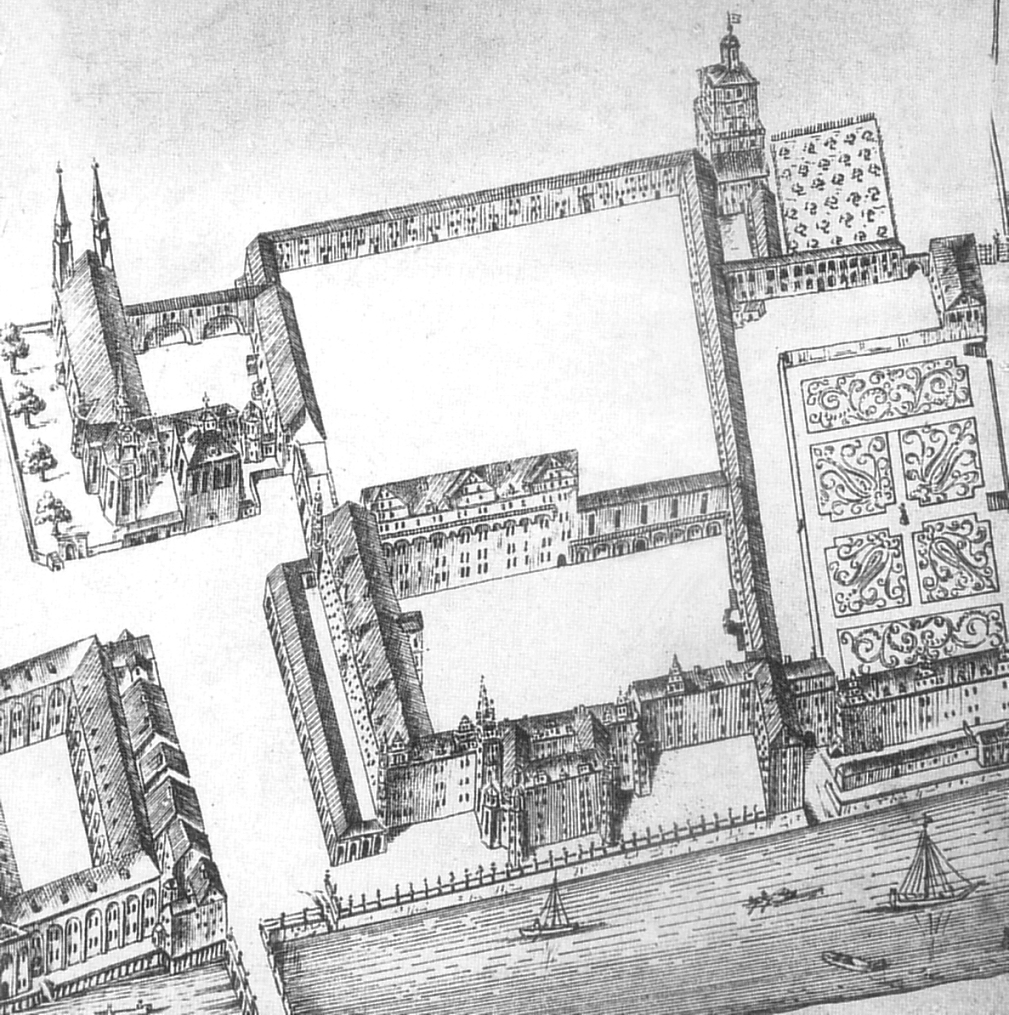
Auf der Darstellung des Berliner Schlosses von 1685 ist im Vordergrund der spätmittelalterliche Zentralbau am Spreeufer zu erkennen. Links oben der aus einer Dominikaner-Klosterkirche hervorgegangene Erste Berliner Dom.

Als Berliner Unwille wird die 1440 begonnene Auseinandersetzung der Berlin-Cöllner Bürger mit dem märkischen Landesherrn Friedrich II. um den Bau einer Stadtburg auf der Spreeinsel und der damit verbundenen Verpflichtung zur Abgabe von Land bezeichnet. Im Laufe der Auseinandersetzung, in der es im Wesentlichen um den Versuch ging, die Autonomie der Stadt mit 8000 Einwohnern gegen die Entscheidungsbefugnis der Landesherren zu verteidigen, wurde unter anderem die Baugrube der Burg, der Keimzelle des späteren Stadtschlosses, im Frühjahr 1448 unter Wasser gesetzt. Der 1448 gefundene Kompromiss war, was die städtische Autonomie anging, eher ein Verlust für die Städter, denn er leitete im ganzen Reichsgebiet eine Welle der fürstlichen Aktionen gegen städtische Freiheiten ein.
An der Spitze der kleinen Partei, die den kurfürstlichen Landesherren im Berliner Rat gegen die Bürgerschaft unterstützte, stand Balthasar Boytin, den Friedrich II. für seine treuen Dienste 1449 unter anderem mit dem Amt des Berliner Bürgermeisters belohnte.
Zu den Bürgermeistern, die sich gegen Friedrich II. auflehnten, gehörten u. a. Wilhelm von Blankenfelde und sein jüngerer Bruder Johannes sowie Thomas Wins.